# Гювен, Мехмет
Мехмет Гювен (тур. Mehmet Güven; 30 июля 1987 года, Малатья) — турецкий футболист, полузащитник клуба «Гиресунспор».

## Клубная карьера
Мехмет Гювен — воспитанник футбольного клуба «Галатасарай». Карьеру футболиста он начал в 2006 году, дебютировав за «Галатасарай» в Кубке Турции, когда в матче против «Гиресунспора» на 83-й минуте Мехмет заменил легендарного Хакана Шукюра. В Суперлиге Мехмет дебютировал 25 марта 2006 года в гостевом поединке против «Денизлиспора». выйдя на замену на 79-й минуте. В сезоне 2006/2007 Мехмет провёл ряд матчей за «Галатасарай», несколько раз появившись в стартовом составе. Первый гол в рамках Суперлиги он забил 28 апреля 2007 года в ворота «Сакарьяспора».
В начале чемпионата 2009/10 Мехмет стал игроком клуба Суперлиги «Манисаспор». На протяжении трёх сезонов Мехмет вместе с командой боролся за выживание в Суперлиге, либо обитал в середине турнирной таблицы. По итогам чемпионата 2011/12 «Манисаспор» покинул Суперлигу, а Мехмет перешёл в «Эскишехирспор». В этой команде он нечасто появлялся на поле в матчах Суперлиги и в следующем году перешёл в «Коньяспор», где провёл следующие 2 сезона.
В середине июня 2015 года Мехмет Гювен стал игроком клуба «Османлыспор», вернувшегося по итогам Первой лиги 2014/2015 в Суперлигу.